# Noccaea lutescens
Noccaea lutescens är en korsblommig växtart som först beskrevs av Josef Velenovský, och fick sitt nu gällande namn av Friedrich Karl Meyer. Noccaea lutescens ingår i släktet backskärvfrön, och familjen korsblommiga växter. Inga underarter finns listade i Catalogue of Life.